# Droga krajowa B39 (Austria)
Droga krajowa B39 (Pielachtal Straße) – droga krajowa w Austrii. Arteria zaczyna się na skrzyżowaniu z Mariazeller Straße na południowych przedmieściach St. Pölten i prowadzi w kierunku południowo-zachodnim aż do skrzyżowania z B28. Wzdłuż tej jednojezdniowej drogi prowadzi linia kolejowa do miasta Mariazell.